# NK Solin
NK Solin hrvatski je nogometni klub iz Solina. Trenutačno se natječe u 2. NL.

## Povijest
Nogometni klub Solin je najstariji solinski športski klub, a osnovan je 1919. godine pod imenom Dioklecijan. Prvi predsjednik kluba je bio Marin Kljaković-Šantić. Od 1924. godine klub nosi ime Jadro, a od 1931. godine Solin. Član splitskog podsaveza je od 1932. godine i službeno se natječe do 1937. godine, kada ga tadašnje vlasti raspuštaju. Poslije Drugog svjetskog rata klub se obnavlja u sklopu Fiskulturnog društva (FD) Naprijed godine 1945. a 1946. godine mijenja ime u "FD Cement". Od 1951. godine djeluje samostalno kao NK Solin. Godine 1991. postaje NK MAR Solin a od 1994. godine do 1995. godine ponovno je NK Solin. Od 1995. godine do 1997. NK Solin Kaltenberg, od 1997. do 1999. ponovno Solin, a od 1999. godine do 2004. godine nosi ime NK Solin Građa. Danas se natječe u Drugoj HNL pod imenom NK Solin, koji se u ovom razredu natječe od utemeljenja hrvatske države (sezona 1992.) kao jedini od svih sadašnjih drugoligaša.
Najveći klupski uspjeh NK Solin postiže u sezoni 1980./81., kada se osvajanjem 1. mjesta u Hrvatskoj republičkoj ligi plasirao u 2. saveznu ligu bivše Jugoslavije, u kojoj je nastupao dvije sezone. Bilo je to vrijeme Petra i Mladena Kalinića, Ivice Bubića, Siniše Viteza, Ante Bogdanića, Ivice Mikelića, Ante Matende, Joška Bana, Velimira Romca, Vjačeslava Križevića, Joška Duplančića, Davora Mladine, Željka Uvodića, Ivice Matkovića i ostalih – pod trenerskim vodstvom Kaja Grubišića – Đorđa i predsjednika pok. Ivana Milišića. Prije toga, 1974. godine, pod vodstvom trenera Stanka Poklepovića, Solin je zauzeo 1. mjesto u prvenstvu Dalmatinske lige i nakon kvalifikacija plasirao se u Hrvatsku nogometnu ligu u kojoj se uspješno natjecao do ulaska u 2. saveznu ligu.  U međuvremenu solinski nogometaši, 1978. godine ( trener Kajo Grubišić – predsjednik pok. Špiro Žižić ) u prvenstvu HNL – Jug, osvajaju 1. mjesto i igraju kvalifikacije za ulazak u Drugu saveznu ligu – Zapad, protiv Segeste iz Siska. Ostvarenim rezultatima (0:2 i 1:0) nisu uspjeli izboriti viši razred natjecanja.
Poslije šest sezona regionalnog natjecanja, sezoni 1989./90. Solin je pod vodstvom trenera Milana Viđaka zauzeo 1. mjesto u prvenstvu HNL – Jug, ali u kvalifikacijama za plasman u Međurepubličku ligu – zapad poraženi su od Trešnjevke iz Zagreba (3:4, 1:0). Sljedeće sezone, 1990./91. vodio ih je trener Kajo Grubišić, predsjednik Miro Podrug. NK MAR Solin ponovno je osvojio 1. mjesto i igra kvalifikacije za ulazak u MRL – Zapad. Bolji su od Samobora (1:1, 0:0) i Španskog iz Zagreba (2:0, 1:3). Međutim, razdruživanjem Hrvatskog nogometnog saveza od Jugoslavenskog nogometnog saveza dolazi do promjene sustava, te se MAR Solin u narednoj sezoni natječe u Drugoj HNL – Jug. U sezoni 1991/92. Solinjani su prvi na drugoligaškom jugu (trener Kajo Đorđe Grubišić, predsjednik Miro Podrug). S obzirom na to da su obje utakmice između MAR Solina i Primorca završile 0:0, odigrane su dvije utakmice doigravanja. Stobrečani su bili uspješniji (1:1, 2:1), te su se potom igrali kvalifikacije za Prvu HNL.
Slijedi razdoblje drugoligaškog natjecanja u samostalnoj Hrvatskoj. U sezoni 1997./1998. Solin je zauzeo 2. mjesto i plasirao se u novoutemeljenu jedinstvenu Drugu HNL. Godine 2001. NK Solin je kao sedmoplasirani igrao kvalifikacije za popunu 1. HNL. U dvije utakmice uspješnija je bila NK Marsonia (5:2 u Solinu, 3:0 u Sl. Brodu). 
Među najvećim uspjesima svakako treba spomenuti i Kup natjecanja. Seniorski sastav Solina je čak 17 puta osvajao Kup Splitskog nogometnog saveza ili Dalmatinske regije. Godine 1977. pobjednik je amaterskog kupa Hrvatske, a iste sezone igraju u osmini finala Kupa bivše države, 7. rujna protiv Crvene zvezde, na stadionu koji danas nosi službeno ime "Stadion Rajko Mitić" a nekad je kolokvijalno bio nazivan "Beogradska Marakana", 6:3. A, 1996. godine u šesnaestini Kupa Hrvatske gube od Zagreba u Solinu, 0:3. Osim toga mlađe uzrasne kategorije su višestruki osvajači Kupa Županije i Regije. Kadeti i juniori su tri puta igrali na završnici Kupa Hrvatske, među 5 pobjednika hrvatskih nogometnih "središta".
Na Jadru su ponikli mnogi igrači koji su igrali su u Prvim ligama raznih država: Kajo Grubišić, Ivica Kalinić, Joško Jeličić, Andrej Živković, Tomislav Nakić, Ivan Režić, Perica Glavinić, Đovani Roso, Miroslav Lauš, Damir Maretić, Nenad i Željko Uvodić, te prije II. Svjetskog rata Živko Drašković.
U klubu je nastupao velik broj kasnijih državnih reprezentativaca ( T. Gabrić, B. Miljuš, S. Andrijašević, D. Čelić, D. Dražić, J. Janković, M. Baturina, J. Jeličić, I. Šeparović, I. Režić, M. Hrgović, Đ. Roso, V. Đolonga, M. Hibić, I. Huljev, L. Vučko ), a djelovali su i treneri i izbornici državnih selekcija, Leo Lemešić i Stanko Poklepović.

### Solin danas
Sezone 2012./13. bili su na pragu ulaska u 1. HNL,ali su ostali iza Hrvatskog dragovoljca za 2 boda. Početak sezone 2013./14. bio je vrlo loš za ekipu pokraj Jadra. Nakon šest kola imali su samo šest bodova. Nakon toga slijedilo je malo buđenje u 3 kola, 2 pobjede između ostaloga i 4:0 pobjeda nad vrlo dobrom Cibalijom. Činilo se da se vračaju u formu, ali samo na kratko u sljedeće 3 kola osvojena su samo 2 boda i poraz 5:0 od zaprešićkog Intera. U razdoblju od 13 do 20 kola imali su 6 neriješenih rezultata i poraz od Zeline. Nakratko su u tom razdoblju i bili preuzeli posljednje mjesto od Zeline nakon poraza od toga kluba. U međuvremenu klub je preuzeo Krešimir Sunara i činilo se da se u klubu nešto mjenja i da igrači pokazuju više želje za ostankom u ligi i napokon se to i isplatilo. U razdoblju između 22. i 27. kola imali su 4 pobjede neriješeni rezultat i poraz ali od lidera Zagreba. Uspjeli su upisati i pobjede nad nekim po tablici puno jačim ekipama npr. nad Inter Zaprešičem 1:0 u 23. kolu, ponovno nad Cibalijom isto u gostima 0:2. Na koncu sezone, međutim,  Solin je ipak zauzeo tek 11. mjesto u 2. Hrvatskoj Ligi i ispao u 3. Hrvatsku Ligu – "Jug". Sezonu 2014./15. završili su na drugom mjestu, tako da se nisu uspjeli vratiti u Drugu ligu ali su u sezoni 2015./16. uspjeli osvojili prvo mjesto u 3. HNL – Jug i plasirati se u 2. HNL.
Pobjednici Kupa:
- 17 x dalmatinski Kup
- 1 x hrvatski amaterski Kup  (1977)
- 2 x 1/16-završnice jugoslavenskog kupa
- 1 x 1/16-završnice hrvatskog Kupa

## Statistika u prvenstvima Hrvatske
| Sezona     | Rang | Liga         | Pozicija | Utakmice | Pobjede | Neodlučeno | Porazi | Postignuti golovi | Primljeni golovi | Bodovi |
| 1992.      | 2    | 2. HNL – Jug | 1.       | 14       | 10      | 3          | 1      | 23                | 7                | 23     |
| 1992./93.  | 2    | 2. HNL – Jug | 3.       | 30       | 16      | 11         | 3      | 39                | 20               | 43     |
| 1993./94.  | 2    | 2. HNL – Jug | 12.      | 30       | 6       | 12         | 12     | 35                | 39               | 24     |
| 1994./95.  | 2    | 2. HNL – Jug | 3.       | 32       | 16      | 9          | 7      | 54                | 27               | 57     |
| 1995./96.  | 3    | 2. HNL – Jug | 3.       | 30       | 19      | 9          | 5      | 50                | 24               | 57     |
| 1996./97.  | 3    | 2. HNL – Jug | 9.       | 34       | 15      | 8          | 11     | 56                | 36               | 53     |
| 1997./98.  | 2    | 2. HNL – Jug | 2.       | 32       | 18      | 9          | 5      | 51                | 25               | 63     |
| 1998./99.  | 2    | 2. HNL       | 11.      | 36       | 14      | 6          | 16     | 49                | 49               | 48     |
| 1999./00.  | 2    | 2. HNL       | 8.       | 32       | 15      | 6          | 11     | 53                | 42               | 51     |
| 2000./01.  | 2    | 2. HNL       | 7.       | 34       | 14      | 9          | 11     | 44                | 46               | 51     |
| 2001./02.  | 2    | 2. HNL – Jug | 5.       | 30       | 13      | 9          | 8      | 44                | 24               | 48     |
| 2002./03.  | 2    | 2. HNL – Jug | 5.       | 32       | 11      | 8          | 13     | 45                | 47               | 41     |
| 2003./04.  | 2    | 2. HNL – Jug | 5.       | 32       | 15      | 3          | 14     | 56                | 47               | 48     |
| 2004./05.  | 2    | 2. HNL – Jug | 3.       | 32       | 14      | 8          | 10     | 54                | 53               | 50     |
| 2005./06.  | 2    | 2. HNL – Jug | 9.       | 32       | 13      | 6          | 13     | 60                | 50               | 45     |
| 2006./07.  | 2    | 2. HNL       | 5.       | 30       | 16      | 5          | 9      | 58                | 33               | 53     |
| 2007./08.  | 2    | 2. HNL       | 12.      | 30       | 10      | 7          | 13     | 46                | 48               | 37     |
| 2008./09.  | 2    | 2. HNL       | 7.       | 30       | 14      | 5          | 11     | 37                | 31               | 47     |
| 2009./10.  | 2    | 2. HNL       | 5.       | 26       | 10      | 10         | 6      | 29                | 22               | 40     |
| 2010./11.  | 2    | 2. HNL       | 6.       | 30       | 13      | 6          | 11     | 35                | 33               | 45     |
| 20011./12. | 2    | 2. HNL       | 11.      | 28       | 10      | 5          | 13     | 35                | 45               | 35     |
| 2012./13.  | 2    | 2. HNL       | 2.       | 30       | 14      | 9          | 7      | 43                | 39               | 51     |
| 2013./14.  | 2    | 2. HNL       | 11.      | 33       | 7       | 13         | 13     | 26                | 47               | 34     |
| 2014./15.  | 3    | 3. HNL – Jug | 2.       | 34       | 19      | 11         | 4      | 63                | 20               | 68     |
| 2015./16.  | 3    | 3. HNL – Jug | 1.       | 34       | 21      | 5          | 8      | 46                | 26               | 68     |
| 2016./17.  | 2    | 2. HNL       | 3.       | 33       | 16      | 7          | 10     | 40                | 36               | 55     |
| 2017./18.  | 2    | 2. HNL       | 9.       | 33       | 9       | 7          | 17     | 31                | 48               | 34     |
| 2018./19.  | 2    | 2. HNL       | 10.      | 26       | 5       | 13         | 8      | 24                | 31               | 28     |

## Nastupi u završnicama kupa

### Kup maršala Tita
17 puta osvajao Kup Splitskog nogometnog saveza ili Dalmatinske regije (stanje travnja 2015.). Godine 1977. pobjednik je amaterskog kupa Hrvatske.
1948.
- 1. pretkolo: NK Zmaj Makarska – NK Cement Solin 4:0

1952.
- šesnaestina finala:  NK Solin – NK Rudar Trbovlje 0:1 (prod.)

1977./78.
- šesnaestina finala: FK Crvena zvezda – NK Solin 6:3

## Poznati bivši igrači
Poznati bivši igrači su:
- Duje Biuk
- Stjepan Andrijašević
- Mate Baturina
- Drago Čelić
- Darko Dražić
- Vlatko Đolonga
- Drago Gabrić
- Tonči Gabrić
- Mirsad Hibić
- Mirko Hrgović
- Ivica Huljev
- Janko Janković
- Joško Jeličić
- Tonči Martić
- Branko Miljuš
- Romano Obilinović
- Ivan Režić
- Giovanni Rosso
- Ivo Šeparović
- Luka Vučko
- Zoran Vujčić
- Igor Jelavić

Poznati ponikli u NK Solin, koji su igrali poslije u raznim prvoligaškim natjecanjima u raznim državama:
- Giovanni Rosso
- Franko Bogdan
- Joško Jeličić
- Kajo Grubišić
- Ivica Kalinić
- Andrej Živković
- Tomislav Nakić
- Ivan Režić
- Perica Glavinić
- Miroslav Lauš
- Damir Maretić
- Nenad Uvodić
- Željko Uvodić
- Živko Drašković, prije Drugoga svjetskog rata

Aktivni nogometaši iz Solina
- Nikola Kalinić
- Lovre Kalinić
- Nikola Moro
- Tonio Teklić
- Stipe Radić

## Poznati treneri
Poznati treneri koji su radili u Solinu:
- Leo Lemešić
- Stanko Poklepović
- Ivan Pudar
- Milan Viđak
- Milo Nižetić[4]

## Klupske legende
Klupska legenda je Milan Poljak-Čonč, klupski djelatnik od 1950. do smrti 2002. godine.
MOO i FIFA su Milana Poljaka-Čonča (posmrtno), Antu Bobana, Slavena Jurasa i Mira Podruga su 2002. godine nagradili priznanjem za dugogodišnji volonterski rad u nogometu ( samo u NK Solinu ).

## Monografija
U rujnu 2001. predstavljena je monografija nogometnog kluba koji njeguje kontinuitet djelovanja od 1919. godine po nazivom „BALUN POKRAJ JADRA – Od Dioklecijana do Solina Građe”, autora Jurice Gizdića. Glavni i odgovorni urednik je Miro Podrug, a predsjednik uredničkoga odbora Ante Ljubičić.

## Stadion
NK Solin posjeduje vlastito igralište uz Jadro, dok za treninge koristi betonski poligon, mali teren s umjetnom travom, te po potrebi igrališta HNK Sloge i NK Omladinca koja su u vlasništvu grada Solina. U svibnju 2016. je otvoren novi nogometni teren s umjetnom travom u Vranjicu u sklopu Sportskog centra Kava koje uz NK Solin koriste NK Omladinac i HNK Sloga.

## Klupski uspjesi

### Mlade kategorije

#### Juniori
1. liga središte Split
- 2018./19. – 1. mjesto[5]

## Vanjske poveznice
- Profil, HNS Semafor
- Nogometni leksikon
- Nogometni magazin